# Надржицкий, Ярослав
Яросла́в Надржицкий (пол. Jarosław Nadrzycki; род. 14 сентября 1984, Жагань) — польский скрипач.
Начал учиться игре на скрипке в шесть лет в музыкальной школе родного города. С 1996 года начал заниматься под руководством Ядвиги Калишевской, сперва в лицее, а затем в Познанской музыкальной академии. С 2003 года учился также в зальцбургском Моцартеуме у Игора Озима, с 2007 года совершенствует своё мастерство в лондонской Королевской академии музыки у Игоря Петрушевского; занимался в мастер-классах Кшиштофа Венгжина, Ванды Вилкомирской, Марины Яшвили и других известных специалистов.
Начиная с 1993 года становился лауреатом множества всепольских и международных конкурсов, в том числе победителем всепольских конкурсов имени Гражины Бацевич (1996), памяти Александры Янушайтис (1997), имени Здзислава Янке (1999), международных конкурсов имени Яши Хейфеца (2001, Вильнюс), имени Макса Росталя (2002, Берлин), имени Джордже Энеску (2009, Бухарест) и имени Арама Хачатуряна (2010, Ереван).
В 2001 году записал свой первый альбом с произведениями Вольфганга Амадея Моцарта, Никколо Паганини, Камиля Сен-Санса и Франца Ваксмана.